# Çavuştepe, Gürpınar
Çavuştepe là một xã thuộc thành phố Gürpınar, tỉnh Van, Thổ Nhĩ Kỳ. Dân số thời điểm năm 2011 là 646 người.